# حصار (امیرداغ)
حصار (به ترکی استانبولی: Hisar) یک منطقهٔ مسکونی در ترکیه است که در امیرداغ واقع شده‌است.